# Alexander & Baldwin
Alexander & Baldwin, Inc. ist eine Unternehmensgruppe mit Sitz Honolulu im US-Bundesstaat Hawaii. Geschäftsfelder sind der Güterverkehr (vor allem die Frachtschifffahrt), Aktivitäten in verschiedenen Sparten der Landwirtschaft (Kaffee, Bewässerung) sowie die Immobilienentwicklung.

## Geschichte
Die Unternehmensgeschichte begann 1869, als die Missionarssöhne Samuel Alexander und Henry Baldwin, die seit ihrer Schulzeit befreundet waren, ein 12-acre (49.000 m²) großes Stück Land in Makawao für 110 US-Dollar erwarben, um Zuckerrohr anzubauen. Bereits ein Jahr später kauften sie mit einem Kredit für 8000 US-Dollar 559 Acres (2,26 km²) hinzu. Um ihre Plantagen zu bewässern, gründeten sie die Hamakua Ditch Company und bauten ab 1876 auf der Insel elf Aquädukte von der regenreichen Nordseite des Haleakala nach Zentralmaui. Später wurde sie in East Maui Irrigation Company umbenannt, das erste Tochterunternehmen von A&B. In den folgenden Jahren erweiterten sie ihre Plantagen und erwarben die Kahului Railroad. Am 30. Juni 1900 wurde aus ihrem Partnerschaftsunternehmen die Alexander & Baldwin Limited Corporation.
Nach dem Tod ihrer Gründer (Samuel Alexander † 1904; Henry Baldwin † 1911) expandierte das Unternehmen weiter und investierte u. a. in Hawaiis größte Reederei Matson Navigation Company. Alexander & Baldwin entwickelte sich zu einem der fünf größten Betreiber von Zuckerrohrplantagen auf Hawaii (neben C. Brewer & Co., Theo H. Davies & Co., Amfac und Castle & Cooke) und war von diesen fünf, die einst eine regelrechte Wirtschaftsoligarchie auf den Hawaii-Inseln bildeten, seit 2000 das einzige Unternehmen, das dieses Geschäft noch betrieb. 2016 stellte auch Alexander & Baldwin die Produktion von Zucker ein. Mit 370 km² Land ist Alexander & Baldwin noch heute einer der größten Grundbesitzer in Hawaii, dem Unternehmen gehören darüber hinaus auch Ländereien auf dem US-amerikanischen Festland. Die Aktien werden an der NYSE gehandelt und waren bis 2012 im Börsenindex Dow Jones Transportation Average vertreten.

## Familien
Beide Geschäftspartner waren auch familiär miteinander eng verbunden. Henry Baldwin heiratete am 5. April 1870 Samuel Alexanders Schwester Emily, nachdem Samuel Alexanders Bruder William bereits 1860 Henry Baldwins Schwester Abigail geheiratet hatte.